# رولا
رولا (بالألمانية: Ruhla) هي بلدة ألمانية تقع في ألمانيا في تورينغن. يقدر عدد سكانها بـ 6,553 نسمة .

## المدن التوأمة
مدن Escaudain و Schalksmühle هي مدن توأمة لـرولا.

## أعلام
- تورستن ميرتين